# Distribuzione a chiave quantistica
La distribuzione a chiave quantistica (in sigla QKD, dall'inglese: Quantum key distribution) è un sistema della meccanica quantistica per garantire comunicazioni sicure.
Abilita due parti a produrre e condividere una chiave segreta casuale solamente tra di loro che potranno usare per cifrare e decifrare i loro messaggi.
Spesso, è chiamata impropriamente crittografia quantistica, poiché è l'esempio meglio conosciuto tra le operazioni di crittografia quantistica.
Un'importante e unica proprietà della distribuzione quantistica è la capacità dei due utenti in comunicazione di rilevare la presenza di una terza parte che tenta di ottenere informazioni sulla chiave, dovuto al fatto che un processo di misura in un sistema quantistico in generale disturba il sistema.
La sicurezza della distribuzione a chiave quantistica si affida sui fondamenti della meccanica quantistica rispetto al tradizionale protocollo di distribuzione a chiave che si affida sulla difficoltà computazionale di certe funzioni matematiche, e non può fornire alcuna indicazioni al riguardo di possibili intercettazioni.
La distribuzione a chiave quantistica è usata solo per produrre e distribuire la chiave, non per trasmettere qualsivoglia messaggio.
La chiave può essere usata con qualsiasi algoritmo di cifrazione e decifrazione, che trasmetterà poi il messaggio su un canale di comunicazione standard.
L'algoritmo più comunemente associato a questa chiave è il cifrario di Vernam.
I sistemi commerciali esistenti ad oggi di distribuzione a chiave quantistica sono specificatamente pensati per governi e imprese con alti requisiti di sicurezza.

## Descrizione
| Basi | 0 | 1 |
| ---- | - | - |
|      |   |   |
|      |   |   |

| Bit casuale di Alice                            | 0 | 1 | 1 | 0 | 1 | 0 | 0 | 1 |
| Base di invio casuale di Alice                  |   |   |   |   |   |   |   |   |
| Invio di fotoni polarizzati di Alice            |   |   |   |   |   |   |   |   |
| Base di misurazione casuale di Bob              |   |   |   |   |   |   |   |   |
| Misurazioni di Bob di polarizzazione del fotone |   |   |   |   |   |   |   |   |
| Discussione pubblica                            |   |   |   |   |   |   |   |   |
| Chiave segreta condivisa                        | 0 |   | 1 |   |   | 0 |   | 1 |

## Implementazioni

### Sperimentali
Il sistema con il più alto tasso di bit attualmente dimostrato come scambio sicuro di chiavi a 1 Mbit/s su 20 km di fibra ottica e a 10 kbit/s su oltre 100 km di fibra ottica, raggiunto da una collaborazione tra l'Università di Cambridge e Toshiba usando il protocollo BB84 con impulsi di stati decoy.
Il 18 agosto 2022, l'University of Science and Technology of China ha realizzato una distribuzione a chiave quantistica fra il satellite orbitante Tiangong-2 e quattro stazioni terrestri. Nel 2016, aveva avuto luogo la trasmissione fra il satellite (avente una massa circa 16 volte maggiore di quello del 2022) e una singola stazione.

### Commercializzazione
Ci sono attualmente 4 imprese che offrono sistemi commerciali di distribuzione a chiave quantistica: ID Quantique (Ginevra, Svizzera), MagiQ Technologies, Inc. (New York, Stati Uniti), QuintessenceLabs (Australia) e SeQureNet (Parigi, Francia).
Altre compagnie hanno programmi di ricerca attivi, tra cui Toshiba, HP, IBM, Mitsubishi, NEC e NTT.
Nel 2004, viene effettuato il primo trasferimento di dati usando una distribuzione a chiave quantistica a Vienna in Austria 
La tecnologia di crittografia quantistica è stata fornita dalla svizzera Id Quantique ed è stata usata per trasmettere i risultati elettorali del 21 ottobre 2007.

## Attacchi e prove di sicurezza
- Intercettazione e rinvio
- Attacco man in the middle
- Attacco Photon number splitting (attacco divisione del numero di fotone)
- Denial of service (negazione del servizio)
- Attacco cavallo di Troia
- Prove di sicurezza